# Scaptius obscurata
Scaptius obscurata är en fjärilsart som beskrevs av William Schaus 1920. Scaptius obscurata ingår i släktet Scaptius och familjen björnspinnare. Inga underarter finns listade.